# Alexandre de Betak
Alexandre de Betak (né le 5 octobre 1968) est principalement un organisateur d'événementiel lié à la mode, surtout connus pour les défilés qu'il organise depuis plusieurs décennies. Surnommé le « Fellini de la mode » ou « le Cecil B. DeMille des podiums » par ses pairs,, il est également directeur artistique, producteur, scénographe et designer.

## Biographie
Alexandre de Betak commence sa carrière à Paris en travaillant dans les domaines de la mode, l'art et le design. Au début des années 1990, il crée Bureau Betak, dont les studios actuels sont situés à New York, Paris et Shanghai. Alexandre de Betak et son équipe conçoivent plus de 800 modèles et créés des événements, des spectacles et des expositions pour des marques de luxe, petites ou grandes, telles que Christian Dior, Viktor & Rolf, Hussein Chalayan, Rodarte, The Row, Michael Kors, Diane Von Furstenberg, Isabel Marant, H&M, Roberto Cavalli, John Galliano, Berluti, Peter Pilotto, Lacoste, Jason Wu, Mary Katrantzou, Jacquemus, Hermès, Kanye West, Visionnaire, Tiffany, Hugo Boss, Lanvin, Givenchy, Donna Karan, Céline, Sybilla, etc.. Il est le premier à retransmettre en direct sur internet le défilé Victoria's Secret dès l'année 2000.
Sa passion pour le design l'a amené à concevoir des objets et des espaces en collaboration avec Artcurial, Swarovski, AD Magazine ou Domeau Peres. Il a ainsi créé des pièces telles que la silhouette en taille réelle de Gisele Bündchen, une bibliothèque et un banc de verre acrylique et de cuir, qui ont tous deux été définis par leurs contours de lumières pour Domeau & Peres ainsi que la « Disco Vespa » en verre miroir pour Artcurial. Il a également conçu le restaurant parisien Black Calavados, la « Betak Disco Room » pour l'Hôtel Amour, Alex's House & Garden au-dessus du Baron à Shanghai. En 2015, Alexandre de Betak a également créé un nouvel environnement pour AD Interieurs : une salle de jeux qu'il a définie comme « Salon de joie », « un endroit pour se délecter, se détendre et s'amuser ».
En septembre 2017 il sort un livre de photo retraçant ses 25 ans de carrière « Betak: Fashion Show Revolution ». En même temps, il crée et met en vente une collection d'objets en tout genre baptisée « Fashion Show Tools and Survival Gear »,.
En mars 2018, il met en vente certaines de ses œuvres d'art et de design de sa collection personnelle.
En septembre 2021, sa société Bureau Betak intègre le groupe The Independents. 

### Vie privée
Il a deux enfants avec le mannequin Audrey Marnay. En 2014, il épouse la directrice artistique argentine Sofía Sanchez Barrenechea en Patagonie.

## Publication
- (en) Alexandre de Betak et Sally Singer, Betak : Fashion Show Revolution, Londres/New-York/impr. en Chine, Phaidon, 2017, 292 p. (ISBN 978-0-7148-7353-4)